# Палац культури імені Тараса Шевченка
Палац культури імені Т. Г. Шевченка — найбільший палац культури Мелітополя, центр культурно-масової та просвітницької роботи. Розташовується за адресою пл. Перемоги, 4. Палац культури виник в 1948 році і спочатку розташовувався в будівлі, яка пізніше стало будинком культури «Жовтень». Сучасна будівля палацу культури була побудована в 1965 році.

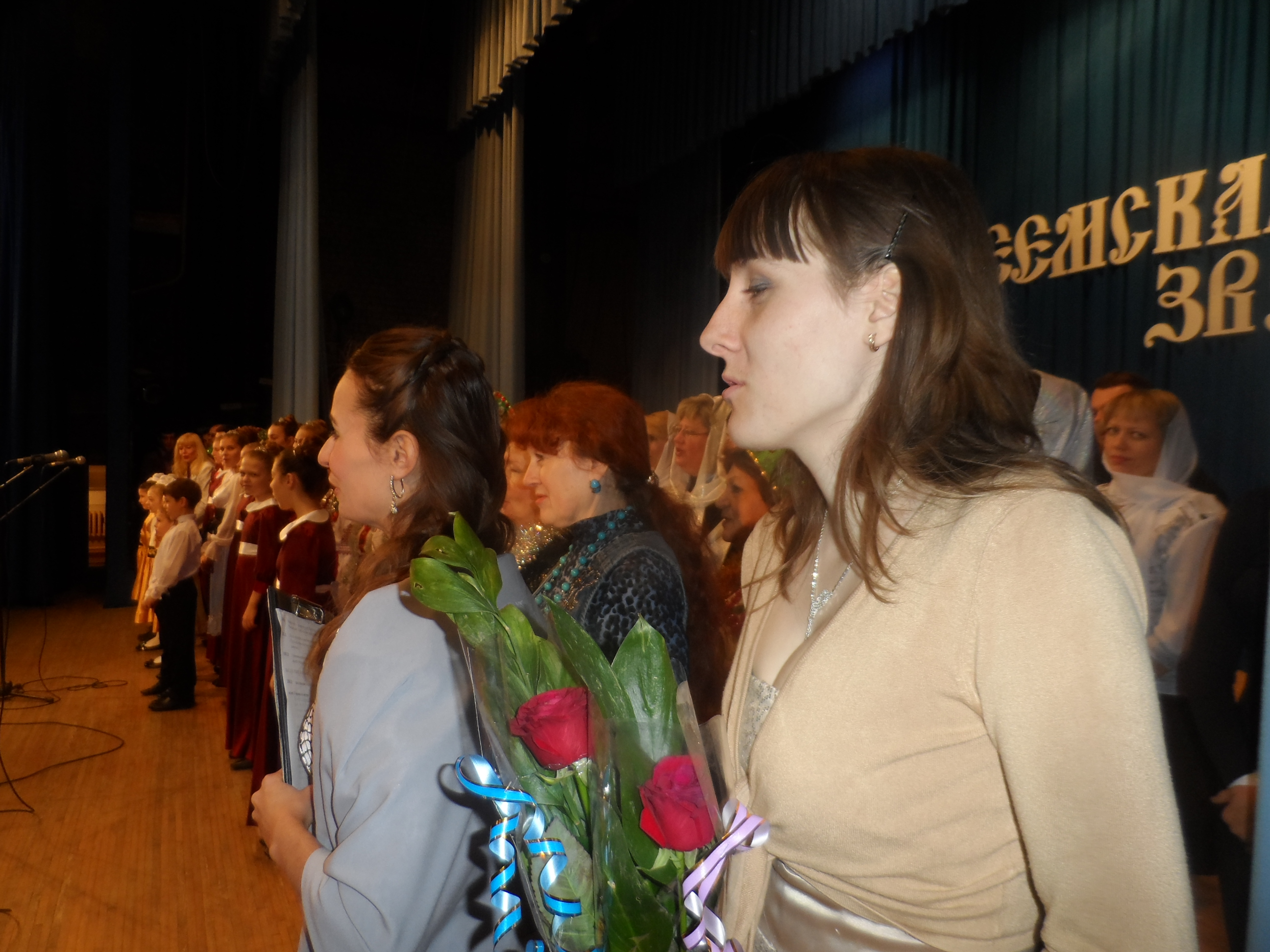
артисти ДК

## Історія
Палац культури (ПК) імені Т. Г. Шевченка виник в Мелітополі в 1948 році, в будівлі на розі вулиць Карла Маркса і Свердлова, яка до революції 1917 року була зимовим театром Стамболі, а в роки застою стала будинком культури «Жовтень». Драматичний театр імені Т. Г. Шевченка, який працював у цьому будинку до 1948 року, був ліквідований, а будівля передана будинку культури. При ПК працювали драмгурток, ансамбль народного танцю, духовий оркестр, гурток хорового та сольного співу.
На початку 1965 року було прийнято рішення побудувати нову будівлю ПК. Місце було вибрано на площі Перемоги, де до цього розташовувалося єврейське кладовище. Будівництво велося за типовим проектом, і до кінця 1965 палац культури переїхав в нову будівлю. Серед перших колективів, які почали роботу в новій будівлі ПК, були: театральна студія Ліни Баляської, циркова студія Миколи Златьєва і хорова капела Леоніда Шермейстера.

## Сучасність

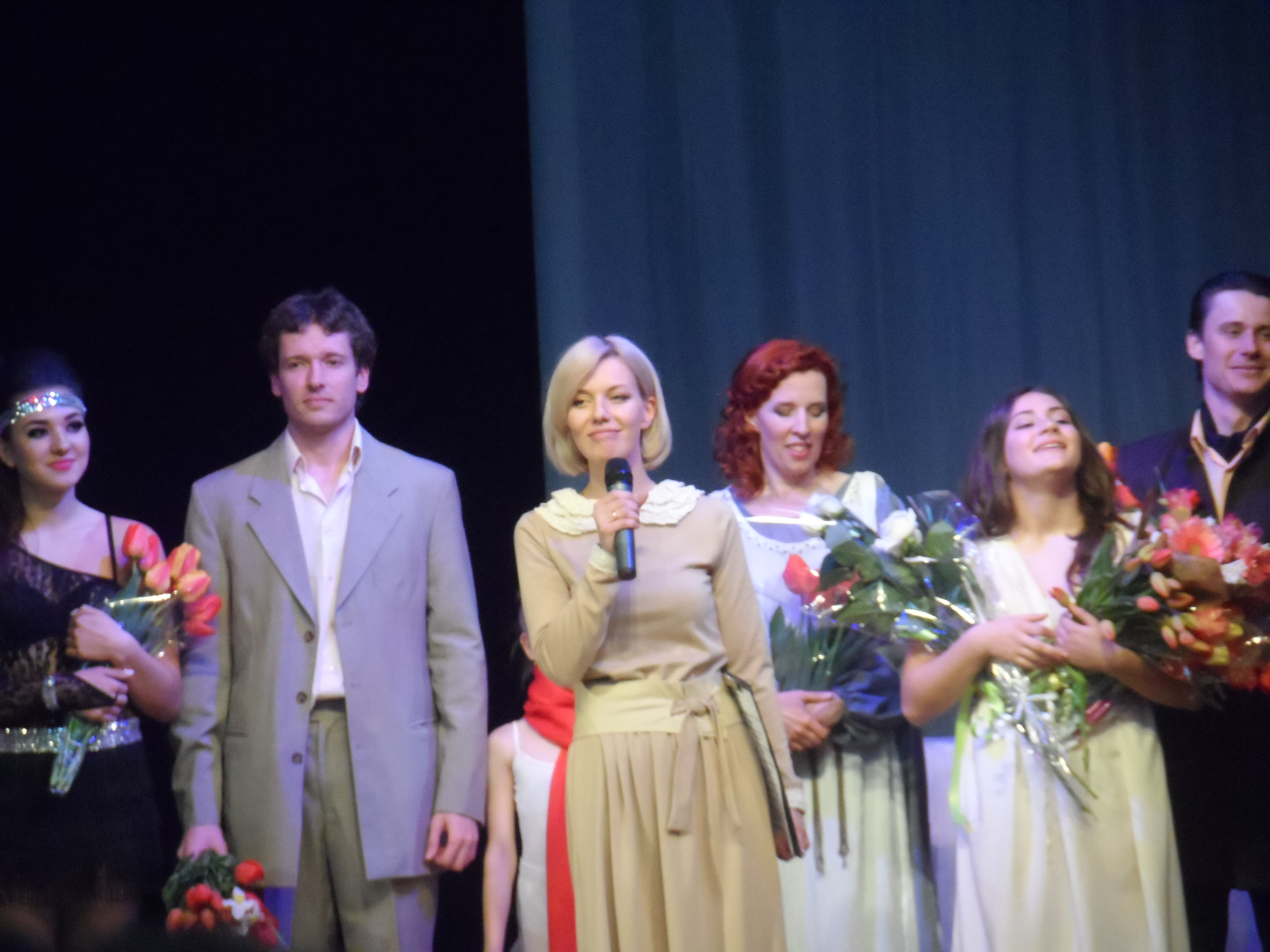
Спектакль, справжня сповідь в пам'ять про легендарної американської танцівниці Айседори Дункан

У концертному залі палацу культури 750 місць, це найбільший зал у місті. У різні роки у ньому виступали А. Пугачова, С. Ротару, Й. Кобзон, О. Розенбаум, В. Висоцький.

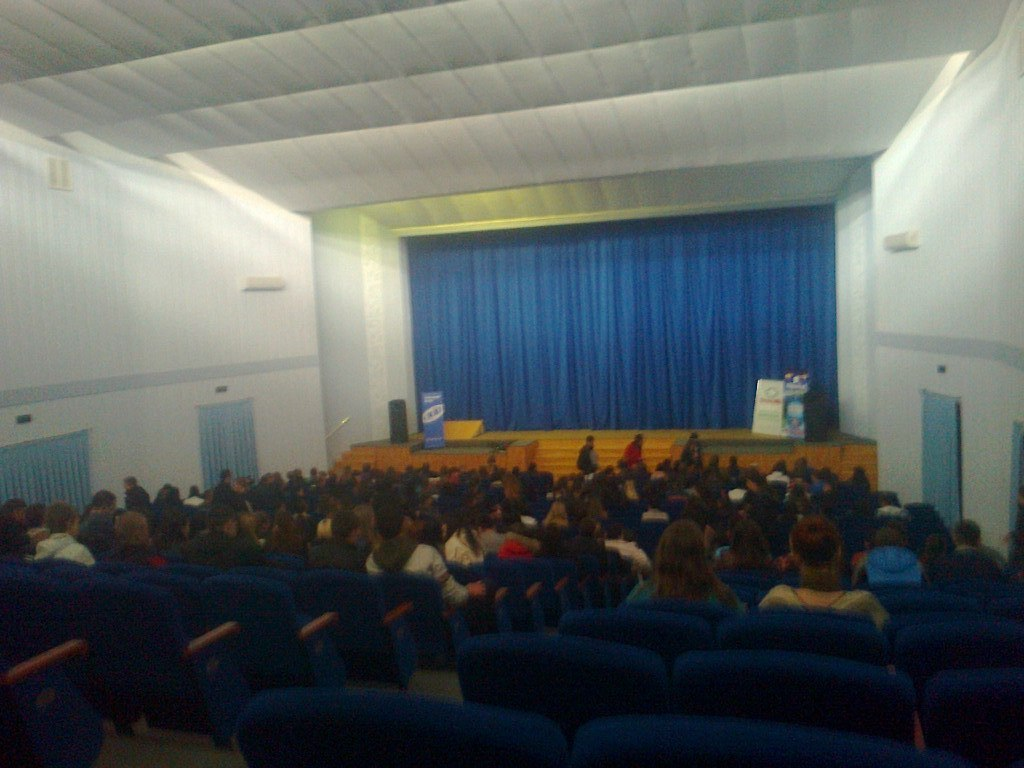
Сцена

У палаці культури працюють 22 творчих колективи, 13 з яких носять звання народних та зразкових, а саме: 
- Народний ансамбль спортивного бального танцю «Веселка» (кер. Станіслав і Світлана Романцови). 8-разовий чемпіон України з класичного формейшену, чемпіон світу по класу «формейшн» (2011). Працює з 1971 року.
- Народний хор «Фронтовичка» (кер. Юлія Чабанова). Працює з 1980 року. У хорі співають жінки-ветерани війни та праці, у тому числі 9 учасниць бойових дій (2010)[4].
- Народний ансамбль бандуристів «Джерела».
- Театр драми і комедії «Время» (кер. Борис Туменко)
- Театр-студія «Колесо»
- Народний цирк «Полум'я молодості»
- Театр ляльок «Червоні вітрила» (кер. Тетяна Вдовеченко і Ганна Кауфман)[5]. Був організований Миколою Крапивко в 1974 році[6].
- Ансамбль сучасного танцю "Гілея-Danse" (кер. Н.Тесля)[7].

## Цікаві факти
- За спогадами Миколи Тамразова, який вів концерт В. Висоцького в ПК Т.Г. Шевченко, в зал на 1000 місць було продано 2000 квитків, так що глядачі ледь могли поворухнутися[8].
- Десятиметровий фікус в холі ДК був посаджений в 1966 році. Його доводиться постійно обрізати, щоб він не уперся в стелю і не видавив скла.